# Возвращение (телесериал)
«Возвращение» (англ. The Comeback) — американский комедийный сериал, созданный Лизой Кудроу и Майклом Патриком Кингом, который транслировался на HBO с 5 июня 2005 по 4 сентября 2005 года. Кудроу исполняла роль жадной до славы бывшей звезды ситкомов Валери Чериш, которая спустя десять лет без внимания пыталась вернуться к успеху в современном Лос-Анджелесе, штат Калифорния.
«Возвращение» транслировалось на HBO лишь один сезон и было закрыто из-за низких рейтингов. В 2006 году проект выдвигался в трёх категориях на премию «Эмми», в том числе и за «Лучшую женскую роль в комедийном сериале». Считается, что проект опередил своё время, выходя за рамки ситкома будучи сатирой на телевизионную индустрию, снятую в стиле реалити-шоу двумя камерами. Спустя годы сериал часто отмечался критиками как один из лучших проектов десятилетия, а Entertainment Weekly в 2009 году назвал «Возвращение» «самой блестящей и жестокой сатирой на реалити-шоу».
В 2014 году, спустя девять лет после закрытия, HBO решил возродить шоу для второго сезона. Второй сезон из восьми эпизодов стартовал 9 ноября 2014 года.